# Belmond (entreprise)
Pour les articles homonymes, voir Belmond.
Belmond Ltd. (auparavant Orient-Express Hotels Ltd.) est une société britannique hôtelière et de loisirs qui exploite des hôtels de luxe, des trains touristiques et des croisières fluviales dans le monde entier. Orient-Express Hotels Ltd est renommée Belmond en 2014, l'entreprise souhaitant développer son image d’hôtelier et n'étant d'ailleurs pas propriétaire de la marque « Orient-Express » mais seulement exploitant d'une licence.
En avril 2019 l'entreprise est acquise, pour 3,2 milliards USD, par le groupe français LVMH - Moët Hennessy Louis Vuitton,,.

## Historique
L'histoire débute au milieu des années 1970 avec l'achat de l'Hôtel Cipriani à Venise par James Sherwood, un fidèle client qui a fait fortune dans le transport maritime et qui se lance dans une surenchère pour prendre possession de l'hôtel. Dès l'année suivante, James Sherwood s’intéresse au train « Venise-Simplon-Orient-Express » en rachetant deux voitures de première-classe pour amener ses clients à son établissement italien. Dans le prolongement, il acquiert et fait rénover des voitures du Train Bleu, de La Flèche d'or ou de l'Étoile du Nord. En 1982, la société lance le train Venise-Simplon-Orient-Express. Par la suite, l'ancienne ligne de la British Pullman Car Company est réhabilitée pour traverser une partie de l’Angleterre ainsi que l'Eastern and Oriental Express en Asie ou les trains Royal Scotsman en Écosse et la Grand Hibernian (en) en Irlande.
Au cours de l'histoire, nombres d'hôtels de la marque voient défiler de multiples personnalités : à Saint-Pétersbourg, Venise, Taormine et Madère, où Winston Churchill vient peindre les jardins. De 1997 à 2011, elle posséda l'Hôtel de la Cité de Carcassonne en France.

## Activités

### Hôtels
En 2015, la société comptait 35 hôtels de luxe, 7 trains touristiques, 3 croisières fluviales et des restaurants dans 22 pays, puis 44 hôtels fin 2018.
La marque est présente à fin 2019 dans vingt-quatre pays et compte sept trains. Les américains représentent une large part de la clientèle.

#### Europe

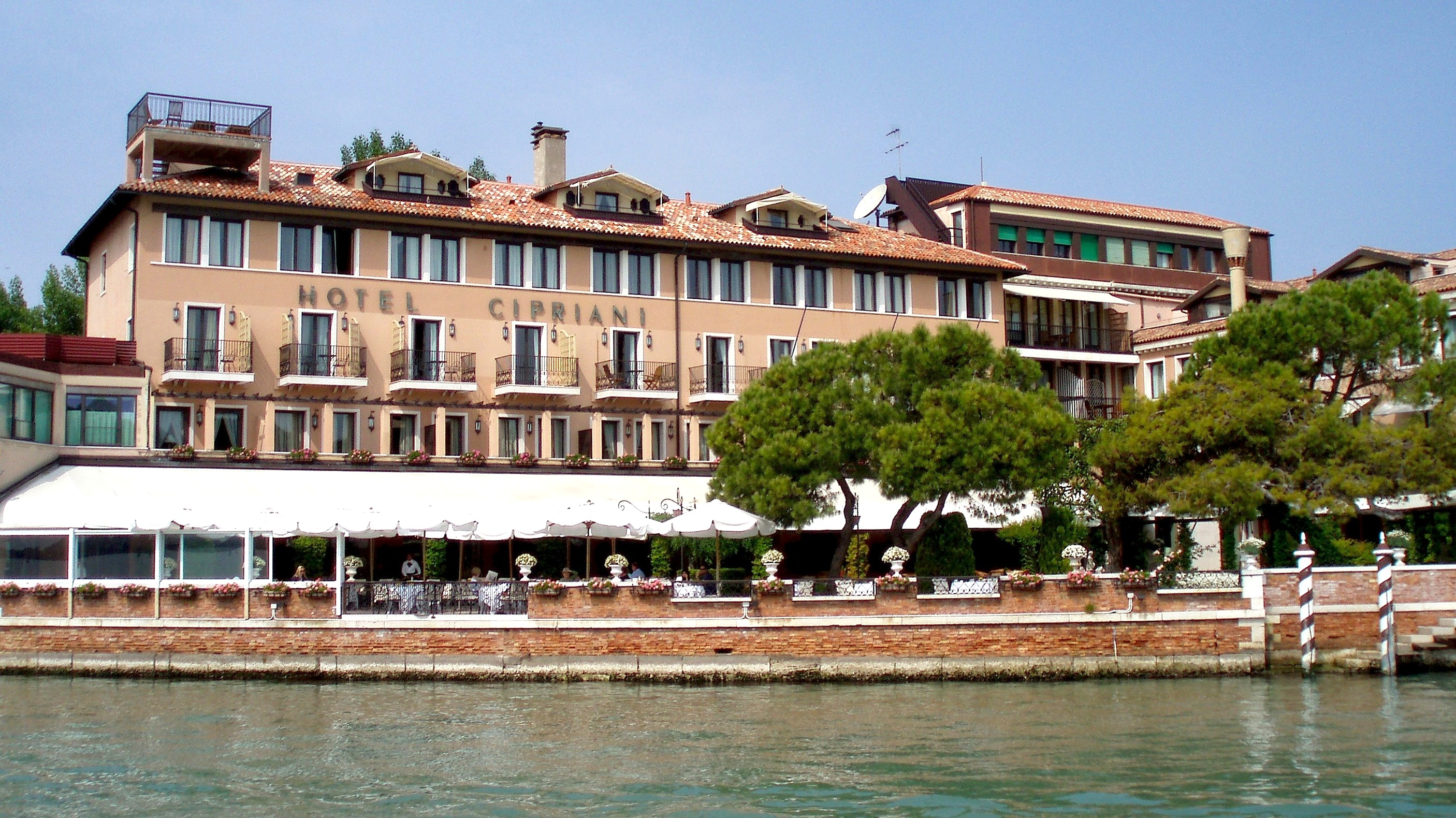
Belmond Hotel Cipriani (Venise).

- Belmond Hotel Cipriani, Venise, Italie
- Belmond Hotel Splendido et Belmond Splendido Mare, Portofino, Italie
- Belmond Villa San Michele (en), Florence, Italie
- Belmond Hotel Caruso (en), côte amalfitaine, Italie
- Belmond Villa Sant’Andrea (en), Taormine, Sicile, Italie
- Belmond Grand Hotel Timeo, Taormine, Sicile, Italie
- Belmond La Residencia (en), Deia, Majorque, Espagne
- Belmond Reid's Palace, Madère, Portugal
- Belmond Grand Hotel Europe, Saint-Pétersbourg, Russie
- Belmond Le Manoir aux Quat'Saisons (en), Oxfordshire, Royaume-Uni
- The Cadogan à Londres, fermé cinq ans, ouvre de nouveau ses portes début 2019. Rendu célèbre par la Suite no 118 qu'occupait Oscar Wilde, l'établissement avec 54 chambres est agrandi durant les travaux[11].

#### Amérique du Nord
- Belmond Charleston Place (en), Charleston, Caroline du Sud
- Inn at Perry Cabin by Belmond, Saint Michaels, Maryland
- Belmond El Encanto (en), Santa Barbara, Californie
- Belmond La Samanna (en), Saint-Martin, France
- Belmond Maroma Resort & Spa (en), Riviera Maya, Mexique
- Belmond Casa de Sierra Nevada (en), San Miguel de Allende, Mexique

#### Amérique du Sud

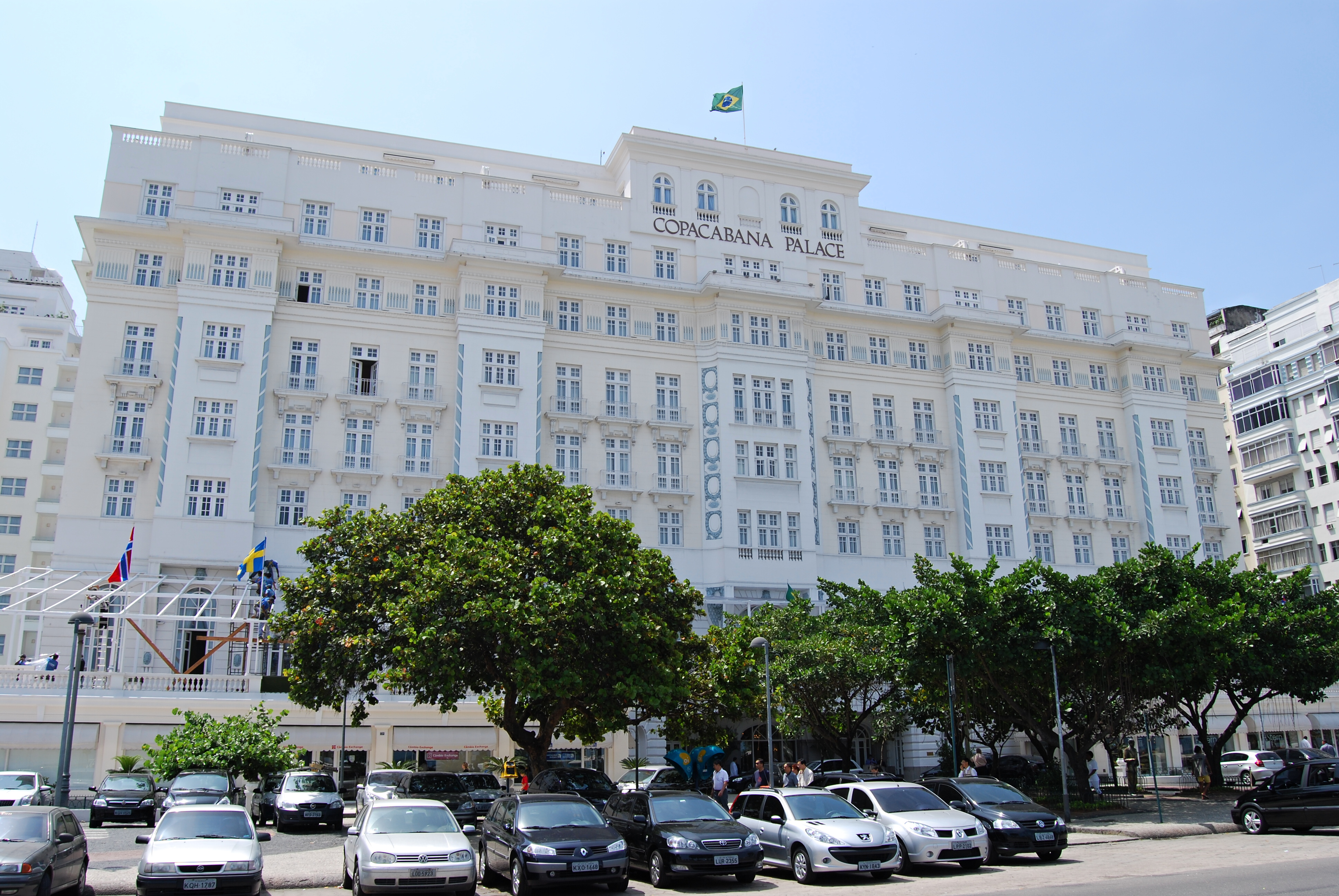
Belmond Copacabana Palace, Rio de Janeiro.

- Belmond Copacabana Palace, sur la plage de Rio de Janeiro au Brésil
- Belmond Hotel das Cataratas, chutes d'Iguazú, Brésil
- Belmond Miraflores Park, Lima, Pérou
- Belmond Palacio Nazarenas, Cuzco, Pérou (partiellement)
- Belmond Hotel Monasterio, Cuzco, Pérou
- Belmond Sanctuary Lodge, Machu Picchu, Pérou
- Belmond Hotel Rio Sagrado, Urubamba, vallée sacrée des Incas, Pérou
- Belmond Las Casitas, Colca Canyon, Pérou

#### Asie
- Belmond Jimbaran Puri, Bali, Indonésie
- Belmond Napasai, Ko Samui, Thaïlande
- Belmond Governor's Residence, Rangoun, Birmanie
- Belmond La Résidence Phou Vao, Luang Prabang, Laos
- Belmond La Résidence d'Angkor, Siem Reap, Cambodge

#### Afrique
- Belmond Mount Nelson Hotel (en), Le Cap, Afrique du Sud
- Belmond Savute Elephant Lodge (en), parc national de Chobe, Botswana
- Belmond Khwai River Lodge (en)[12], Moremi Game Reserve, Botswana
- Belmond Eagle Island Lodge, delta de l'Okavango, Botswana

### Trains

#### Trains de nuit

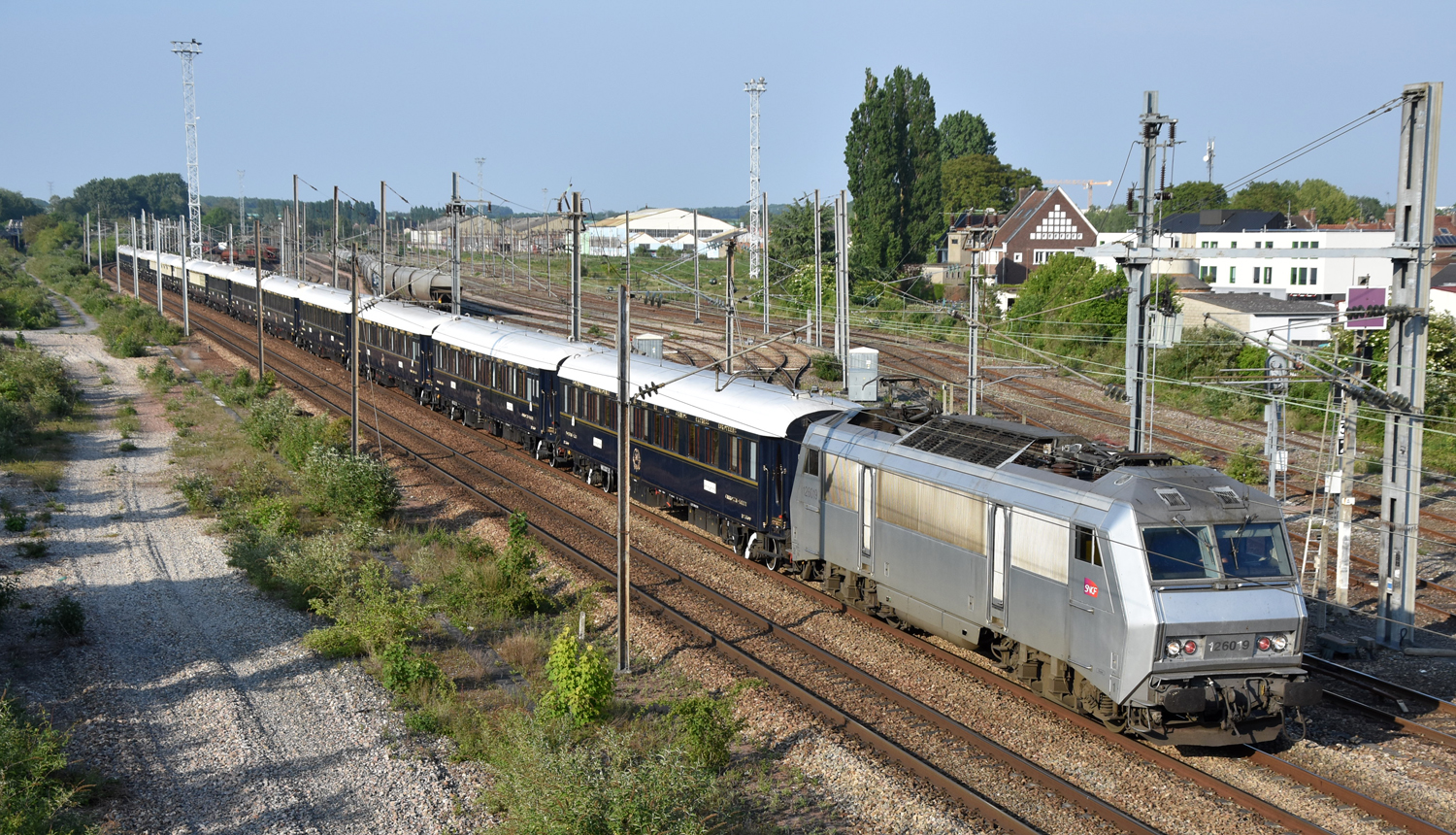
Venise-Simplon-Orient-Express.

- Venise-Simplon-Orient-Express, Europe
- Belmond Royal Scotsman, Écosse
- Belmond Grand Hibernian (en) avec Iarnród Éireann[13],[14],[15], Irlande , Irlande du Nord
- Eastern and Oriental Express, Thaïlande, Malaisie, Singapour
- Belmond Andean Explorer (en)[16] (2017), Pérou (partiellement, avec PeruRail (en))

#### Trains de jour
- Belmond British Pullman, Royaume-Uni
- Belmond Hiram Bingham, Pérou

### Croisières
- Belmond Afloat in France (en) en France
- Belmond Road to Mandalay (en) en Birmanie

### Restaurants
- 21 Club, New York et d'autres pays.